# Deltaspis variabilis
Deltaspis variabilis là một loài bọ cánh cứng trong họ Cerambycidae.